# Jamaica, Land We Love
Pour les articles homonymes, voir Jamaica.
Jamaica, Land We Love est l'hymne de la Jamaïque, depuis 1962, date de l'indépendance du pays.
Les paroles ont été écrites par Hugh Sherlock et la musique a été composée par Robert Lightbourne et arrangée par Mapletoft Poulle.

## Paroles
Eternal father bless our land 

Guide us with thy mighty hand 

Keep us free from evil powers 

Be our light through countless hours 

To our leaders great defender 

Grant true wisdom from above 

Justice, truth be ours forever 

Jamaica, land we love 

Jamaica, Jamaica, Jamaica land we love.

Teach us true respect for all 

Stir response to duty's call 

Strenghten us the weak to cherish 

Give us vision, least we perish 

Knowledge send us heavenly father 

Grant true wisdom from above 

Justice, truth be ours forever 

Jamaica, land we love 

Jamaica, Jamaica, Jamaica land we love.

## Traduction en Français
Père éternel, bénisse notre terre

Guide-nous de ta main puissante

Garde-nous libere des puissances du mal

Soyez notre lumière à travers d'innombrables heures

À nos dirigeants grand défenseur

Donne la vraie sagesse d'en haut

La justice, la vérité soit la nôtre pour toujours

Jamaïque, terre que nous aimons

Jamaïque, Jamaïque, terre de Jamaïque nous aimons.

Enseigne-nous le vrai respect de tous

 Agiter la réponse à l'appel du devoir

 Renforce nous les faibles pour chérir

 Donne-nous la vision, au moins nous périssons

 La connaissance nous envoie le père céleste

 Donne la vraie sagesse d'en haut

 La justice, la vérité soit la nôtre pour toujours

 Jamaïque, terre que nous aimons

 Jamaïque, Jamaïque, terre de la Jamaïque nous aimons.

## Histoire
Avant la déclaration de l'indépendance de la Jamaïque, la Jamaïque a fait une province Fédération des Indes occidentales des Antilles britanniques, toujours sous la domination du Royaume-Uni. La nation est entrée dans la fédération en vertu de la règle du premier ministre Norman Manley, qui a également fait divers amendements constitutionnels pour permettre le processus de décolonisation de prendre rapidement lieu. Ces modifications ont également permis au pays d'avoir plus de pouvoirs autonomes et a permis la formation d'un cabinet dirigé par un premier ministre. La participation du premier ministre Manley dans la Fédération des Indes occidentales était impopulaire et a conduit à l'indépendance du pays le 6 août 1962, et l'hymne national sélectionné en Juillet 1962 cherchait officiellement utilisé à partir de cette date.
En Septembre 1961, le Parti  national des principales personnes a annoncé un concours pour écrire les paroles de futur hymne national de la Jamaïque, qui serait jugé par certains membres de Maisons de la Jamaïque du Parlement. Le concours a reçu près d'une centaine d'entrées de script et la concurrence fermé le 31 mars 1962, après cette date de fin a été décidé le 17 mars. Les chambres du Parlement ont reçu deux options d'hymnes à voter pour le 19 juillet 1962, et un script a été choisi avec une majorité écrasante. Le script gagnant a été écrit par le révérend hon. Hugh Sherlock, la musique a été composée par l'hon. Robert Lightbourne, et l'hymne a été organisée par Mapletoft Poulle et Christine Alison Poulle.